# エリア567
エリア567（英: Area 567）は、中国山地の一帯の広島県や島根県などにまたがる自衛隊訓練空域のこと。
自衛隊の訓練空域は「エリアQ」と呼ばれ、また一部が「エリア7」ともかぶっているが、これらは米軍に利用されており、アメリカ側が「エリア567」と呼称している。主に岩国飛行場に駐留する在日米軍を中心として、アメリカ軍によって訓練区域として利用されており、低空飛行訓練も行われている。大部分が岩国空域に含まれる。

## 概略
「エリアQ」と「エリア7」はそれぞれ航空自衛隊の高高度訓練空域と低空度訓練空域である。「エリアQ」の区域の中に、「エリア7」は設定されている。この二つの空域は一体のものとして、主に米軍の訓練に供されており、岩国飛行場に駐留する在日米軍が中心となっているとみられている。